# Citizen X
Ciudadano X (título original: Citizen X) es un telefilme de 1995, dirigido por Chris Gerolmo y basado en una historia real. Trata acerca de la investigación del asesino en serie de la Unión Soviética Andrei Chikatilo, quien fue ejecutado en 1994 después de asesinar a 52 mujeres y niños entre 1978 y 1990. En la película se muestran los esfuerzos de los detectives por capturarlo y cómo la propaganda y la burocracia soviética dificultan la captura del mismo.

## Argumento
En 1982 un cuerpo mutilado ha sido encontrado cerca de un bosque cerca de la ciudad rusa de Rostov. El forense Viktor Burakow, encargado de la investigación del asesinato, descubre con sus pesquisas en el lugar más cuerpos mutilados dentro de ese bosque con heridas similares. Debido al estado de descomposición, él llega a la conclusión que las víctimas fueron asesinadas separadas en el tiempo. Como no hay fuerza policial disponible para tal caso, Burakow en persona es encargado por el Coronel Mikhail Fetisov de investigar estos asesinatos y le nombra detective responsable del caso.
Rápidamente se da cuenta de que el asesino es un asesino en serie y que también ha cometido otros asesinatos no resueltos. Los asesinatos, que hasta entonces ya cometió, son 15. Sin embargo, esta tesis no es respaldada por sus superiores, ya que asesinos en serie son considerados como un «fenómeno occidental decadente» en la Rusia comunista. Además, nunca admitirían ante nadie, ni siquiera ante las más altas esferas del estado, que algo va mal. Por lo tanto, Burakov no recibe el apoyo necesario para sus investigaciones. Es más, su trabajo es correspondientemente obstaculizado. También se ve obligado, según esa política comunista, a investigar en la dirección equivocada y buscar al asesino entre los gays. Solo el Coronel Fetisov le apoya, pero sus opciones también son limitadas.
Mientras tanto, el asesino continúa matando, principalmente a mujeres y niños. Por casualidad, el autor Andrei Chikatilo, hombre casado, es arrestado en 1984, pero una comparación con los rastros de esperma y sangre encontrados en algunas víctimas no muestra ninguna concordancia. Por lo tanto, y debido a que Chikatilo es miembro del partido comunista, él es liberado bajo la presión de sus superiores que deben seguir las directrices del jefe ideólogo del partido comunista local, Bondarchuk, que también es el que más obstruye el caso hasta el punto de querer incluso acabar con Burakov por su forma de actuar contraria a la política de entonces, cosa que Fetisov puede evitar cuando encuentra algo que puede utilizar contra él para ese propósito.
En su desesperación, Burakow decide reclutar un psiquiatra para encontrar al asesino, algo novedoso en el país, y consigue, en 1987 a través de Fetisov, el apoyo de un psiquiatra especializado en psiquiatría anormal llamado Bukhanovsky. Él escribe un perfil novedoso y correcto del asesino basándose en los datos de la investigación llamado Ciudadano X. En él dice claramente que el asesino puede no ser gay. Sin embargo, aun así no es tomado en cuenta por la política todavía existente en el país y por el recelo que todavía hay respecto al uso de psiquiatras para casos así.
En 1990, con el colapso creciente de la Unión Soviética, se prohíbe la influencia comunista dentro de las investigaciones policiales y se nombra a Fetisov como jefe de la milicia en Rostov, Así Burakov finalmente obtiene de él los recursos necesarios para la búsqueda sistemática del asesino. Gracias a ello, averiguan en el mismo año, que Chikatilo fue visto saliendo de un bosque donde más tarde se encontró otra víctima. De esa manera es arrestado otra vez.
Esta vez las investigaciones del esperma y de la sangre de Chikatilo concuerdan con la encontrada con sus víctimas, que han llegado a ser 49. Finalmente, por consejo de Burakov, Bukhanovski es enviado para hablar con Chikatilo, el cual le lee su retrato sobre el autor de los asesinatos. Impresionado por la precisión del perfil que hizo de él, Chikatilo pierde los nervios y le confiesa sus crímenes. Luego dirige a los investigadores a otros asesinados, que aún no habían sido encontrados, por lo que se le pueden probar un total de 52 asesinatos. Se asume que fue incompetencia por parte de los médicos en 1984, lo que llevó a los análisis equivocados de entonces. Chikatilo fue enjuiciado y condenado a muerte por sus crímenes y posteriormente ejecutado.

## Reparto
- Donald Sutherland - Mikhail Fetisov
- Stephen Rea - Viktor Burakov
- Jeffrey DeMunn - Andréi Chikatilo
- Max von Sydow - Dr. Alexandr Bukhanovsky
- Joss Ackland - Bondarchuk
- John Wood - Gorbunov

## Producción
La película fue enteramente grabada en Hungría. Finalmente, la banda sonora instrumental fue compuesta por Randy Edelman.

## Recepción
Al principio esta producción cinematográfica se sacó primero directamente a vídeo, pero debido al éxito que tuvo se estrenó luego en los cines.

## Premios
- CableACE Awards
  - Mejor película o miniserie
  - Mejor actor secundario en película o miniserie (DeMunn)
- Premios Edgar
  - Mejor lanzamiento en televisión o miniserie (Gerolmo)
- Premios Emmy
  - Al actor secundario (Sutherland)
- Premios Globo de Oro
  - Mejor actuación de personaje secundario en serie, miniserie o película animada hecha para televisión (Sutherland)